# ALLHAT
ALLHAT (Antihypertensive and Lipid Lowering to prevent Heart Attack Trial) — масштабное рандомизированное исследование под эгидой министерства здравоохранения США, посвящённое лечению пациентов с гипертонической болезнью и тестированию новых антигипертензивных препаратов. В исследовании принимали участие плацебо и 4 препарата разных классов — амлодипин, лизиноприл, хлорталидон и доксазозин.
В целом было установлено, что новые препараты не имеют существенных преимуществ перед старыми и намного более дешёвыми, а доксазозин имеет существенные недостатки (его испытание было прекращено досрочно ввиду высокой смертности и заболеваемости). Также в ходе результатов различных исследований было отмечено, что тиазидоподобный диуретик хлорталидон более эффективен, чем другие препараты.

## Цель исследования
Целью данного исследования было определить, могут ли новые лекарства по нормализации кровяного давления, такие как ингибитор АПФ лизиноприл, антагонист кальция амлодипин и блокатор альфа-рецепторов доксазозин, помогать также хорошо или лучше более старого и более дешёвого лекарства тиазидоподобного диауретика хлорталидона в предотвращении смертельных болезней сердца и несмертельных сердечных приступов.
В другой рандомизированной части исследования в рамках ALLHAT было обследовано примерно 20000 больных на предмет терапии статинами (препарат правастатин) несколько повышенного уровня холестерина, а также изучался уровень смертности по сравнению с больными, к которым применялись стандартные методы лечения.

## Участники исследования
Участниками исследования были мужчины и женщины в возрасте 55 лет и старше с артериальной гипертензией (I или II стадии) и одним дополнительным сердечно-сосудистым фактором риска, таким как перенесённый инфаркт миокарда или другие атеросклеротические заболеваниямя, гипертрофия левого желудочка, сахарный диабет 2 типа, курение, низкий уровень холестерина-ЛПВП (ниже 35 мг/дл). Пациенты, которые уже лечились от сердечной недостаточности в больнице или имели фракцию выброса левого желудочка менее 35 процентов, были исключены из участия.